# ひばりが丘北
ひばりが丘北（ひばりがおかきた）は、東京都西東京市の町名。現行行政地名はひばりが丘北一丁目からひばりが丘北四丁目。住居表示実施済み区域である。郵便番号は202-0002。

## 地理
西東京市の北西部に位置する。北は埼玉県新座市栗原、東は栄町、西武池袋線を挟んで南は住吉町、南西はひばりが丘、また、西は東久留米市浅間町に隣接する。

### 面積と人口
丁目毎の面積 、人口と世帯数、および人口密度は以下の通りである。（2018年（平成30年）1月1日現在）
| 丁目               | 面積    | 人口     | 人口     | 人口     | 世帯数     | 人口密度        | 備考                     |
| 丁目               | 面積    | 男       | 女       | 計       | 世帯数     | 人口密度        | 備考                     |
| ------------------ | ------- | -------- | -------- | -------- | ---------- | --------------- | ------------------------ |
| ひばりが丘北一丁目 | 0.09km2 | 592 人   | 631 人   | 1,223 人 | 599 世帯   | 13,588.9 人/km2 |                          |
| ひばりが丘北二丁目 | 0.07km2 | 523 人   | 557 人   | 1,080 人 | 544 世帯   | 15,428.6 人/km2 |                          |
| ひばりが丘北三丁目 | 0.08km2 | 526 人   | 546 人   | 1,072 人 | 651 世帯   | 13,400.0 人/km2 | ひばりヶ丘駅に隣接する。 |
| ひばりが丘北四丁目 | 0.08km2 | 492 人   | 530 人   | 1,022 人 | 604 世帯   | 12,775.0 人/km2 |                          |
| 計                 | 0.32km2 | 2,133 人 | 2,264 人 | 4,397 人 | 2,398 世帯 | 13,740.6 人/km2 |                          |

### 小・中学校の学区
市立小・中学校に通う場合、学区は以下の通りとなる。
| 丁目               | 街区 | 小学校             | 中学校               |
| ------------------ | ---- | ------------------ | -------------------- |
| ひばりが丘北一丁目 | 全域 | 西東京市立栄小学校 | 西東京市立青嵐中学校 |
| ひばりが丘北二丁目 | 全域 | 西東京市立栄小学校 | 西東京市立青嵐中学校 |
| ひばりが丘北三丁目 | 全域 | 西東京市立栄小学校 | 西東京市立青嵐中学校 |
| ひばりが丘北四丁目 | 全域 | 西東京市立栄小学校 | 西東京市立青嵐中学校 |

### 地価
住宅地の地価は、2015年（平成27年）7月1日の公示地価によれば、ひばりが丘北1-3-14の地点で29万3000円/m2となっている。

## 歴史
明治以前には、武蔵国新座郡下保谷村および上保谷村に属していた。旧保谷市地域である。
- 1968年（昭和43年）11月1日 保谷市が町名整理を実施。
  - 大字下保谷小字東入（一部）入後、北原、大字上保谷小字入道（一部）、又六（一部）を合わせてひばりが丘北が設置される。
- 2001年（平成13年）1月21日 - 保谷市と田無市が合併し西東京市が発足、西東京市ひばりが丘北となる。
- 2019年（平成31年）3月16日 - ひばりヶ丘北口駅前広場が整備される。[7]

### 地名の由来
ひばりヶ丘駅の北側に位置することより。なお、町名の案として、「霞町」「北入町」「ひばりが丘北町」「緑町」が挙がっていた。

## 交通

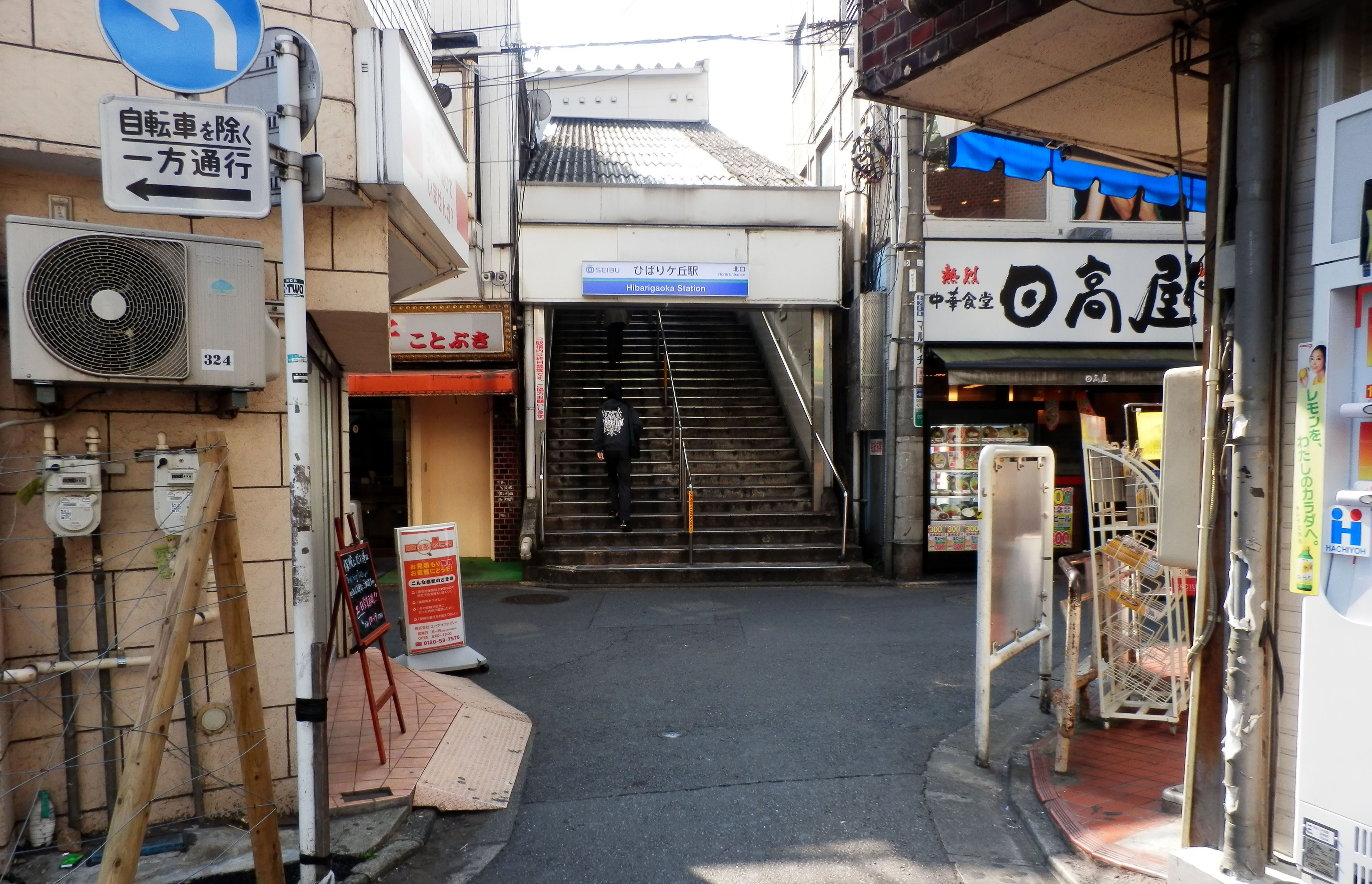
再開発前のひばりヶ丘駅北口

### 鉄道
| 隣接地域する街区の駅             |
| -------------------------------- |
| 西武池袋線 - ひばりヶ丘駅(SI 13) |

町域南端に西武池袋線ひばりヶ丘駅がある（駅の住所は住吉町3丁目）。
以前のひばりヶ丘駅北口周辺は、駅前広場などは無く狭隘道路が入り組んでいた。このため、西東京市が駅前再開発を実施し、2019年（平成31年）3月に駅前広場を含む都市計画道路が開通している。

### バス
西武バスが「ひばりヶ丘駅北口」バス停より朝霞台駅（ひばり71系統 ）、志木駅南口（ひばり73・ひばり75系統）、新座営業所（ひばり77系統）への路線バスを運行している。

### 道路
- 東京都道・埼玉県道25号飯田橋石神井新座線
- 東京都道・埼玉県道36号保谷志木線

## 施設
- みずほ銀行ひばりが丘支店
- オリンピックひばりヶ丘店
- CoCo壱番屋西武ひばりヶ丘北口店
- ひばりが丘北郵便局